# Litowce (Białoruś)
Litowce (biał. Літоўцы; ros. Литовцы) – wieś na Białorusi, w obwodzie witebskim, w rejonie dokszyckim, w sielsowiecie Królewszczyzna.

## Historia
W czasach zaborów wieś leżała w gminie Porpliszcze, w powiecie wilejskim w guberni wileńskiej Imperium Rosyjskiego.
W dwudziestoleciu międzywojennym wieś leżała w Polsce, w województwie wileńskim, w powiecie duniłowickim, od 1926 w powiecie dziśnieńskim, w gminie Porpliszcze.
Według Powszechnego Spisu Ludności z 1921 roku zamieszkiwały tu 354 osoby, 42 było wyznania rzymskokatolickiego, 312 prawosławnego. Jednocześnie 84 mieszkańców zadeklarowało polską przynależność narodową, 270 białoruską. Było tu 63 budynków mieszkalnych. W 1931 w 75 domach zamieszkiwało 390 osób.
Wierni należeli do parafii rzymskokatolickiej w Dokszycach i prawosławnej w m. Sitce Wielkie. Miejscowość podlegała pod Sąd Grodzki w Dokszycach i Okręgowy w Wilnie; właściwy urząd pocztowy mieścił się w Porpliszczach.
Po agresji ZSRR na Polskę w 1939 roku wieś znalazła się w granicach BSRR. W latach 1941–1944 była pod okupacją niemiecką. Następnie leżała w BSRR. Od 1991 roku w Republice Białorusi.